# Lion Man
Fuun Lion-Maru (風雲ライオン丸, Fūun Raionmaru); lit: Tempestuoso Lion Man (ou Poderoso Lion Man como é conhecido no Brasil): é um Tokusatsu que estreou no Japão entre 14 de abril e 29 de setembro de 1973, onde foi exibido semanalmente às 19:00hs. O seriado teve sua estreia no Brasil pela TV Manchete a partir de 1989, e também foi lançado em VHS pela extinta Top Tape Home Video.

## História
O seriado tem seu contexto na época do Japão feudal, onde para qualquer guerreiro, mais importante que a própria vida era manter sua honra. Ele conta a história de Dan Shimaru, um samurai de 21 anos que, após ter o irmão Dan Kage Noshin morto por Nezuma, um monstro humano aliado da inescrupulosa família Mantor do Diabo, parte para a batalha movido por um desejo misto de vingança e justiça.

## Personagens

### Protagonista
Dan Shishimaru (Shimaru na dublagem brasileira):  21 anos (22 no original). Utilizando um propulsor a jato (carregado com um tipo especial de pólvora), preso em suas costas, decola rumo ao céu onde através de uma técnica de transfiguração (uma dádiva dos ninjas), transforma se em Lion Man, um felino humano muito forte e ágil. Ele é justo, corajoso e perseverante.

#### Armas e Equipamentos
- Espadas: Arma na qual Shimaru executa a sua técnica de transfiguração. Sua espada Katana foi quebrada pelo monstro Gamuji em batalha. Nisso, Lion Man Branco surge e lhe presenteia a espada Kinsachi que é mais resistente. E nelas se utilizam uma técnica poderosa, o Lion Furacão, no qual surge uma grande explosão fazendo com que o monstro desapareça da face da Terra. Outra técnica que usa em outro episódio é o Lion Terremoto, que causa um tremor em toda área ao redor.
- Propulsor a jato: Equipamento que facilita a transformação de Shimaru para Lion Man. Fica preso às costas e é carregado com um tipo raro de pólvora que se transfere com energia elétrica proveniente da espada e em pleno ar.
- Capa protetora: O único modo de Shimaru se defender de ataques de armas de fogo.
- Kunais: Armas utilizada por Shimaru destinadas ao arremesso a fim de ferir o inimigo à grande distância. Também tem o mesmo efeito explosivo do Lion Furacão.

### Aliados
Shinobu e Sankichi: 16 e 7 anos. Ao longo de sua dura jornada, Shimaru acaba prestando auxílio a todos que sofrem as injustiças de Mantor. É desta forma, em uma destas situações que ele conhece a jovem Shinobu e seu irmão Sankichi, os quais estão em busca de seu pai, Kans (um hábil e conhecido armeiro), que desapareceu quando ela ainda era criança. Eles e Shimaru seguem ajudando-se mutuamente em diversas ocasiões ao longo da serie. Sankichi tem um grande medo de caracol, toda vez quando vê um ele grita apavorado. 
Hyouma Kurokage/Jaguar (2 - 6, 10 - 11, Hyouba na dublagem brasileira): Também usa uma técnica de transformação. Um jovem transeunte arrogante que vive a procura de adversários para que possa medir forças. Foi inicialmente um rival, obcecado por desafiar Shimaru. Posteriormente, descobre a crueldade que existia por trás da organização Mantor e passa a lutar ao lado de Shimaru. Hyouba morre no episódio 11 quando decide enfrentar Romã, (também conhecido como Satan), sozinho, quando Shimaru estava com seu propulsor de transformação danificado. Sua morte causou uma grande dor e remorso em Shimaru, que mais uma vez viu uma vida sendo tomada pelos Mantor.
Tora Jonosuke Jr./Joe Tiger (11 - 16, 21, 25): Um homem estrategista, frio e intrépido, um samurai que faz o tipo "lobo solitário", mas que muitas vezes, nos momentos de maior dificuldade, não se nega a ajudar Shimaru na batalha contra os Mantor. Joe lança sempre muitas críticas sobre Shimaru, alegando principalmente que ele precisa ter "pulso firme", ser mais frio e menos sentimental, isso na tentativa de lapidar e diminuir o sofrimento de Shimaru. Assim como Shimaru e Hyouba, também é detentor da técnica de transfiguração, porém nesta, em relação a Shimaru ele assim como Hyouba, possui certa vantagem, pois não dependem de nenhum meio (assim como Shimaru depende do propulsor), para habilitá-la. Joe aparece no episódio 11 após a morte de Hyouba, é ele também quem convence Shimaru a tirar o protetor (uma espécie de elmo), de sua cabeça, anulando assim a fragilidade e dependência a qual ele se submetia. Isso ajudou Shimaru a desenvolver uma nova técnica de defesa, consequentemente mais efetiva. Sua transformação original é Tiger Jr. que finaliza com Tiger Jo Suisan, diferente de seu antecessor que inicia com Gosun Tiger. 
Nijinosuke Nanairo (17 - 24, Nijino na dublagem brasileira), da vila de "Kougah": Um samurai ousado, irreverente, de técnicas "abusadas", não menos hábil que os demais. Como ele próprio fala: "Até que bem conhecido". Assim como Sankichi, este também tem um grande medo de caracol. No penúltimo episódio, foi colocado dentro de um canhão e lançado ao chão e explodindo perdendo a vida.
Shizue (17 - 18): 16 anos. Irmã gêmea de Shinobu que foi usada por Mantor. Ela foi atingida por uma lança pelo monstro Zucã. Na situação, ela se vendo próxima à morte tenta revelar o esconderijo de Mantor. Mas antes que consiga falar, é atingida por um raio vindo de Mantor, o que a deixa petrificada. Não se sabe se a destruição de Mantor a devolveu ao normal.

### Inimigos
Mantor do Diabo: O Imperador da Família Mantor que tem o objetivo de dominar o japão e o mundo. Não se tem definição de suas origens. Fisicamente, Mantor é um grande rosto térreo fundido ao solo nas profundezas de sua fortaleza. No fim da série usa Roás, um monstro humano poderosíssimo para atacar Lion Man como se fosse um segundo corpo para si mesmo.
Agdar: O "braço direito" de Mantor, assume o papel de comandante general da família, tem a aparência de um elmo de samurai com olhos e boca. Seu corpo tem uma armadura negra com um ideograma em vermelho sua mão direita é normal e a esquerda parece a mão de um esqueleto. Também denominado Embaixador do Mal. É ele o incumbido de traçar as estratégias que definem todas as ações do império. Atua também como cientista. Agdar se locomove através de uma cadeira de roda e uma cabine voadora. É morto por Lion Man durante uma batalha.
Monstros Humanos: São monstros que lutam em favor do império de Mantor. Na maioria das vezes se aparentam com um determinado animal. Possuem diferentes técnicas, empunham diferentes armas. Cada um possui sua tropa de Ninjas Rastejantes, porém não há limites, eles podem requisitar mais sempre que precisarem. Há a aparição de um a cada episódio. (Ex: Monstro humano Nezuma, líder Mantor-Wolf da tropa Konaishi). Nem todos são eliminados por Lion Man, sendo que dois deles caíram num abismo. Como visto no episódio 18, seus corpos são lançados, e não destruídos pelo Lion Furacão de volta a fortaleza de Mantor.
Ninjas Rastejantes: São humanoides racionais, idênticos entre si, provenientes de ovos, criados e cultivados pelos Mantor, (lembram seres que vivem em colônias como abelhas, cupins), que formam um numeroso exército. São a infantaria móvel dos Mantor. Empunham armas diversas, espadas, lanças, arco e flecha, espingardas, etc. Durante a série, são criados Ninjas Rastejantes humanos, para poder causar dor a seus entes queridos.

Acredita-se que são assim chamados devido ao fato de que podem, também, se locomover dentro do solo (assim como toupeiras), sem chamar a atenção, como se estivessem rastejando.
Kans: Pai de Sankichi, Shizue e Shinobu. Sofre lavagem cerebral e se torna o cabeça de Mantor. Sua atuação final, quase mata seus próprios filhos, mas Nijino morre com uma das armas de Mantor. Kans decide por um fim nos Mantor, mas este acaba quase morto. Antes de morrer, Kans entrega uma mecha de cabelo dele a Shimaru e transmite a mensagem para Sankichi e Shinobu para que sejam felizes.

### Outros
Dan Cage Noshin: O irmão de Shimaru. Samurai da guarda do Japão (guarda real), orientada pelo soberano. Aparece no 1°ep. da série.
Yosuki e Heita: Foram raptados pelos Mantor, juntamente com Sankichi, para que fossem usados como cobaias em uma experiência. Aparecem no 6°ep. da série. Embora tenham sido transformados em monstros, o efeito da fórmula foi temporário voltando ao normal.
Sahachi: Um armeiro, antigo conhecido de Shinobu e Sankichi, foi aprendiz de seu pai.
Silver: O cavalo de Shimaru.
Thunder: O cavalo que puxa a carroça de Shinobu e Sankichi.
Lion Man Branco: Aparece no episódio 9 quando Shimaru corria perigo e o presenteia com sua espada Kinsachi, sendo que a de Shimaru quebrou em batalha. Após isso ele vai embora no cavalo-alado, dando a entender que ele se tratou de um espírito, já que na série anterior ele havia morrido.
Patroni: Um padre católico que guardava um segredo através de uma cruz em sua capela. Esta cruz carregava um símbolo que mostra a origem de Mantor, tal como o pente de Shinobu, a espada e o punhal. Buscando abrigo na igreja, Shimaru conhece lá um garoto ambicioso que roubava para sobreviver e um homem que se fazia passar por Lion Man. Depois de recuperar a cruz roubada pelos Mantor, com a ajuda de Nijino, Shimaru descobre o real caráter do padre que se recusava a abandonar a igreja e fugir devido ao fato de haver um tesouro escondido em seu interior, o que acaba por causar a morte dele e de todos que buscaram abrigo na igreja. Este evento causa grande revolta em Shimaru, que vê na ganância humana um inimigo o qual não pode combater.
Okiti Kanje: Armeiro que produziu a espada relâmpago que continha o ideograma "inverno", que revela o segredo dos Mantor. Ele que disse: "Quando o inverno se encontra com a primavera produz o relâmpago e revelasse o segredo" e pediu para avisar o Shimaru. O segredo era um mapa para a fortaleza Mantor, oculta na espada e no punhal da Primavera,
Taro: Este menino tem os mesmos traços do Sankichi. Ele vê seus pais mortos por Shimaru, que tinham sido transformados em ninjas rastejantes. Shimaru estava decidido a entregar sua vida nas mãos do garoto, mas Jonosuke procura o garoto e diz que deveria direcionar sua raiva a quem fez Shimaru a matar sua família, a família Mantor. O garoto é sequestrado e Lion Man se entrega como condição para libertar o garoto. O garoto ajuda Lion Man, mas este recebe ferimento mortal. Mesmo antes de morrer, o garoto perdoa Shimaru.

## Veículos
Carroça: Utilizada pelos irmãos Shinobu e Sankichi, esta é como uma casa para os dois. É onde guardam seus utensílios (panelas, o banjo de Shinobu, as invenções de Sankichi e muitos outros pertences). Apesar de sua aparência e estrutura frágil, graças a um conjunto de lanças que se esticam ao seu redor, em determinadas situações, os Ninjas Rastejantes não foram páreo para ela.
Auto-Giro: Quando precisa deixar a fortaleza, Agdar utiliza-se de um veículo similar a uma cápsula com sistema de propulsão parecido com o de um helicóptero. Este também é um poderoso veículo de guerra, com notável poder bélico.
Cadeira de rodas: Utilizada por Agdar, ela também tem poder de voo.
Tanque Tartaruga: Veículo equipado com canhão, similar a um tanque-blindado, parecido com uma tartaruga.
Motor-rock: Motociclo movido à vapor, produzido pela queima de uma pólvora misteriosa. Este é capaz de correr mais que um tigre. Foram utilizados 3, no ep. de nº8 por Ninjas Rastejantes.

## Lista de episódios
| Número e título do episódio  | Protagonista(s) ou foco do episódio                                       | Monstro(s) do episódio                                                   |
| ---------------------------- | ------------------------------------------------------------------------- | ------------------------------------------------------------------------ |
| 01 - O Homem Foguete         | Dan Shimaru/Lion Man                                                      | Nezuma (Aparenta-se com um rato)                                         |
| 02 - O Invencível Jaguar     | Dan Shimaru/Lion Man e Hyoba/Jaguar                                       | Barach (Aparenta-se com um Urso)                                         |
| 03 - O Tanque Tartaruga      | Shinobu e Sankichi                                                        | Docáz (Aparenta-se com um Lagarto)                                       |
| 04 - A Bomba Vulcânica       | Hyoba/Jaguar                                                              | Shagon (Aparenta-se com uma lagosta)                                     |
| 05 - Precioso Líquido        | Sankichi                                                                  | Gam (Aparenta-se com uma mariposa)                                       |
| 06 - A Missão de Jaguar      | Sankichi, Shinobu e Hyoba/Jaguar                                          | Kekab (Aparenta-se com um Samurai)                                       |
| 07 - A Fortaleza             | Shinobu e Sahachi: O Armeiro                                              | Majin Bronzio (Aparenta-se com um cavaleiro)                             |
| 08 - A Misteriosa Arma       | (Não tem)                                                                 | Gasla (Aparenta-se com uma Árvore) e Três Ninjas Rastejantes Especiais   |
| 09 - O Vale do Diabo         | Dan Shimaru/Lion Man, Lion Man Branco (Breve Aparição) e Ninja Rastejante | Gamuji (Aparenta-se com um peixe vampiro)                                |
| 10 - O Canhão Gigante        | Shimaru/Lion Man e Hyoba/Jaquar                                           | Zacká (Aparenta-se com uma Coruja)                                       |
| 11 - A Volta de Tiger        | Dan Shimaru/Lion Man, Hyoba/Jaguar e Joe Tiger                            | Romã/Satan (Aparenta-se com um oni)                                      |
| 12 - O Vingador das Trevas   | Joe Tiger                                                                 | Gun (Aparenta-se com uma série de armas)                                 |
| 13 - Intrépido Lion Man      | Kotaro e Joe Tiger                                                        | Persona (Aparenta-se com um Boneco / uma Múmia)                          |
| 14 - A Vingança de Lion Man  | Dan Shimaru/Lion Man e Joe Tiger                                          | Vulpis (Aparenta-se com um lobo)                                         |
| 15 - O Prisioneiro           | Tora Jonosuke/Joe Tiger e Kendoh                                          | Zolyon (Aparenta-se com um gorila)                                       |
| 16 - Sem Amanhã              | Ninjas de Kougah e Joe Tiger                                              | Yagoh (Aparenta-se com um grilo)                                         |
| 17 - O Reino de Mantor       | Dan Shimaru/Lion Man e Shinobu                                            | Batmau (Aparenta-se com um Morcego)                                      |
| 18 - A Fortaleza Subterrânea | Shinobu e Shizue                                                          | Zucã (Aparenta-se com um Gato)                                           |
| 19 - Ressucite Lion Man      | Dan Shimaru/Lion Man e Shinobu                                            | Aranha das Trevas (Aparenta-se com uma aranha)                           |
| 20 - A Derrota de Shimaru    | Nijiro Nanairo e Tayto - Líder dos Ninjas de Kougah                       | Guezard (Aparenta-se com uma lagarta de fogo)                            |
| 21 - Irmãos Coragem          | Ishiro e Erica                                                            | Scorpion (Aparenta-se com um escorpião)                                  |
| 22 - O Segredo do Santuário  | Padre Patroni - Nijino Nanairo                                            | Innu (Aparenta-se com uma estrela do mar)                                |
| 23 - Agdar vs Lion Man       | Sankichi                                                                  | Trojam (Aparenta-se com um camarão) e Agdar (Aparenta-se com um samurai) |
| 24 - Triste Decepção         | Kans                                                                      | Hado (Aparenta-se com uma besouro rinoceronte)                           |
| 25 - A Queda do Império      | Dan Shimaru/Lion Man                                                      | Roáz (Aparenta-se com um viking)                                         |

## Transformação
"Formação Lion Man" (Roketto Lion Maru)
Durante a transfiguração o foguete preso em suas costas carregado com um tipo raro de polvora se transfere com energia elétrica proveniente da espada e em pleno ar se transforma em Lion Man, uma Dádiva dos Ninjas! (変容中にロケットがで立ち往生背中空気中の剣から力粉動きのまれなタイプの搭載とライオンマン、忍者の寄付に変身！, Hen'yō-chū ni roketto ga de tachiōjō senaka kūki-chū no ken kara chikara-ko ugoki no marena taipu no tōsai to Lionmaru, ninja no kifu ni henshin!)
Poderoso Lion Man (Lion Maru Kenzan)

## Ficha Técnica
- Título original: Fuun Lion Maru (Tempestuoso Lion Man)
- Estréia no Japão: 14/04/1973
- Número de episódios: 25
- Criação: Tomio Sagisu (Souji Ushio)
- Roteiro: Toshiaki Matsushima e outros
- Trilha sonora: Hiroshi Tsutsui
- Música tema (abertura): Yuke! Tomo Yo Lionmaru yo
- Música tema (encerramento): Yuku Zo! Lionmaru
- Direção: Koichi Ishiguro e outros
- Produtora: P-Productions
- Emissora no Japão:  TV Fuji
- Emissora no Brasil: TV Manchete

## Elenco
- Dan Shishimaru: Tetsuya Ushio
- Shinobu: Ryoko Miyano
- Sankichi/Taro (ep 14): Tsunehiro Arai
- Hyouma Kurokage/Black Jaguar (2-11; 25): Masaki Hayasaki
- Jōnosuke Tora: Yoshitaka Fukushima
- Nijinosuke Nanairo (17-20, 22, 24): Naoyuki Sugano

### Dubladores Japoneses
- Mantor do Diabo: Kiyoshi Kobayashi
- Agdar: Tōru Ōhira (ep 1), Eisuke Yoda (2-23)
- Narrator/Monstros: Masaki Okabe
- Kekab (ep 6)/Majin Bronzio (7)/Gamuji (9)/Gun (12): Hiroshi Masuoka
- Kaiketsu Lion Man (9): Tetsuya Ushio
- Shizue (voice) (17-18): Ryoko Miyano

### Dublês
- Fuun Lion-Maru: Kanehiro Nomiyama
- Tiger Joe, Jr.: Kenzo Nakayama, Masami Yogawa
- Kaiketsu Lion Man: Kazuo Kamoshida
- Agdar: Hiroshi Mihara
- Monsters: Hajime Araki, Hiromi Hara
- Shizue (17-18): Noriko Egawa

## Dubladores Brasileiros
- Dan Shimaru/Lion Man - Nelson Machado (1 a 8) e Leonardo Camilo (9 a 25)
- Shinobu - Lucia Helena
- Sankichi - Hermes Baroli
- Tora Jōnosuke Jr./Joe Tiger - Luiz Carlos de Moraes
- Hyouba (Invencível Felino) - Francisco Brêtas
- Lion Man Branco - Líbero Miguel
- Agdar - Gastão Malta
- Mantor do Diabo - Muibo Cury (1ª voz) e Borges de Barros (2ª voz)
- Nijino Nanairo - Nelson Machado
- Dan Cage Noshin - Luiz Antônio Lobue
- Estúdio - Álamo
- Direção - Gilberto Barolli
- Narrador: Carlos Alberto Amaral